# 下関市生活バス
下関市生活バス（しものせきしせいかつバス）は、山口県下関市にて運行しているコミュニティバスである。
なお、下関市に合併する前の自治体にて運行していた菊川町生活福祉バス（きくがわちょうせいかつふくしバス）、及び豊浦町営バス（とようらちょうえいバス）についても、この項にて述べる。

## 概要
- 下関市が主体として運行するバスのうち、道路運送法の規定に基づく廃止代替バスとして運行しているものを指す。自家用自動車（白ナンバー車）による有償運送（自家用有償運送、いわゆる80条バス）での「定時定路線バス」の路線と、地元のバス・タクシー事業者に運行を委託（いわゆる21条バスまたは乗合タクシーの形態）し、事前予約のあったときのみ運行される「予約バス」の路線とがある。
- 運行路線は、下関市内の菊川地域、豊田地域、豊北地域の3地域に分かれている。
- 料金は100円単位の区間制であったが、2022年現在は1乗車100円の均一制となっている[1]。小学生以下は半額で、1歳未満は無料。保護者同伴の6歳未満の幼児は1名まで無料。
  - 11枚綴りの回数券や、1・3・6ヶ月用（それぞれ往復・片道）がある定期券もある。
- 日曜・祝祭日・年末年始（12月29日～1月3日）は全線運休。

## 路線

### 菊川地域
菊川地域では、定時定路線バスと、予約バス双方の路線がある。予約バスはブルーライン交通が受託している。

#### 定時定路線バス
内日・田部線
- バスターミナル - ふれあい会館 - 菊川総合支所前 - きくがわ温泉 - 宮の馬場 - 楢崎 - 門前 - 行政 - 内日河原

菊川・豊浦線
- バスターミナル - ふれあい会館 - 菊川総合支所前 - きくがわ温泉 - ふれあい会館 - 七見 - 楢崎 - 屋敷 - 多々良 - 浜井場 - 川棚小学校前 - 川棚駅

久野・上田部線
- （菊川・豊浦線の多々良止めの便）

上岡枝・貴飯循環線
- バスターミナル - ふれあい会館 - 菊川総合支所前 - きくがわ温泉 - 小出 - 自然活用村入口 - 寺門前 - 大藤 - 下貴飯 - 楢崎 - 植松公会堂 - きくがわ温泉 - 菊川総合支所前 - ふれあい会館 - バスターミナル
  - 循環路線で、北回り、南回り双方の便がある（上記は北回りの順路）。

吉賀・上田部循環線
- バスターミナル - ふれあい会館 - 菊川総合支所前 - きくがわ温泉 - ふれあい会館 - 七見 - 楢崎 - 竜王 - きくがわ温泉 - 菊川総合支所前 - ふれあい会館 - バスターミナル
  - 循環路線で、右回り、左回り双方の便がある（上記は右回りの順路）。

大野線
- バスターミナル - ふれあい会館 - 菊川総合支所前 - きくがわ温泉 - ふれあい会館 - 都ニット - 小路 - 山下建設前 - 平田 - 都ニット - ふれあい会館 - きくがわ温泉 - 菊川総合支所前 - ふれあい会館 - バスターミナル
  - 上記の順路のみの片方向循環路線である。

#### 予約バス
樅ノ木・保木線
- バスターミナル - 東中山自治会 - 西中山自治会 - 上保木自治会 - 下保木自治会 - 轡井自治会 - 道市自治会

### 豊田地域
豊田地域では、予約バスの路線のみがある。富士第一交通・豊田タクシーが受託している。
杢路子線
- 西市 - 庭田自治会 - 鷹子自治会 - 豊田西中学校前 - 下杢路子自治会 - 上杢路子自治会

一の俣線
- 西市 - 稲見自治会 - 秋葉自治会 - 上浮石自治会 - 殿居 - 一の俣自治会 - 佐野自治会

今出線
- 西市 - 石柱渓口 - 台自治会 - 今出自治会 - 地吉自治会

一の瀬線
- 西市 - 手洗 - 日高萩自治会 - 中の瀬自治会

### 豊北地域
豊北地域では、定時定路線バスの路線のみがある。
北宇賀・滝部線
- 滝部駅 - 豊北総合支所 - 農協田耕支所 - 下太田 - 上畑公民館 - 笹の本

ぐるりん矢玉・二見循環線
- 豊北総合支所 - 滝部駅 - 二見駅 - 津波敷 - 波原 - 根崎 - 滝部駅 - 豊北総合支所
  - 循環路線で、右回り、左回り双方の便がある（上記は右回りの順路）

## 菊川町生活福祉バス

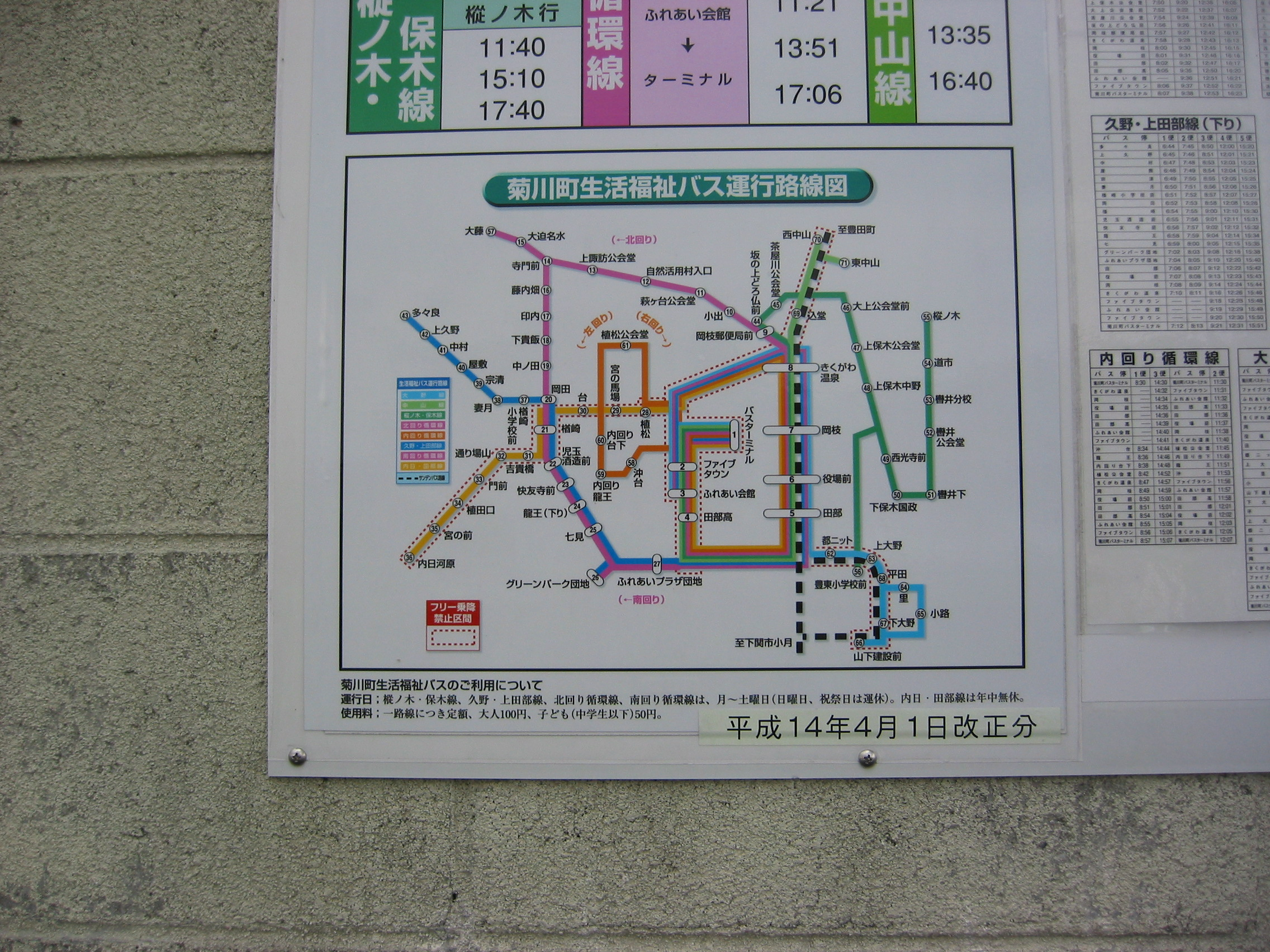
菊川町生活福祉バスの路線図

### 概要
- 合併前の菊川町が運行していたコミュニティバスで、下関市に合併後も暫く運行され、現在の「下関市生活バス」に再編された際にも大部分の路線が引き継がれている。
- 内日・田部線は年中無休で、他の路線は日曜・祝祭日は運休だった。
- 料金は、大人1回乗車100円均一で、中学生以下は50円だった。
- 運行形態は、道路運送法の規定に基づく自家用自動車（白ナンバー車）による有償運送（いわゆる80条バス）であった。

### 路線
以下8路線があった。　※2002年4月1日改正時点
内日・田部線
- バスターミナル - ふれあい会館 - 役場前 - きくがわ温泉 - 宮の馬場 - 楢崎 - 門前 - 内日河原

樅ノ木・保木線
- バスターミナル - ふれあい会館 - 役場前 - きくがわ温泉 - 茶屋川公会堂 - 上保木中野 - 豊東小学校前 - 下保木国政 - 轡井公会堂 - 樅ノ木

久野・上田部線
- バスターミナル - ふれあい会館 - きくがわ温泉 - 役場前 - 七見 - 楢崎 - 屋敷 - 多々良

大野線
- バスターミナル - ふれあい会館 - きくがわ温泉 - 役場前 - 都ニット - 小路 - 山下建設前 - 平田 - 都ニット - 役場前 - きくがわ温泉 - ふれあい会館 - バスターミナル
  - 上記の順路のみの片方向循環路線であった。

中山線
- バスターミナル - ふれあい会館 - 役場前 - きくがわ温泉 - 西中山 - 東中山 - きくがわ温泉 - 役場前 - ふれあい会館 - バスターミナル
  - 上記の順路のみの片方向循環路線であった。

北回り循環線
- バスターミナル - ふれあい会館 - 役場前 - きくがわ温泉 - 小出 - 自然活用村入口 - 寺門前 - 大藤 - 下貴飯 - 楢崎 - 七見 - 役場前 - きくがわ温泉 - ふれあい会館 - バスターミナル

南回り循環線
（北回り循環線の逆順路の便）
内回り循環線
- バスターミナル - きくがわ温泉 - 役場前 - ふれあい会館 - 龍王 - 植松公会堂 - きくがわ温泉 - 役場前 - ふれあい会館 - バスターミナル
  - 上記の順路のみの片方向循環路線であった。

### 車両
- 三菱ふそう・ローザやトヨタ・ハイエースを使用していた。下関市生活バスに引き継がれた車両もある。

菊川町生活福祉バスの車両
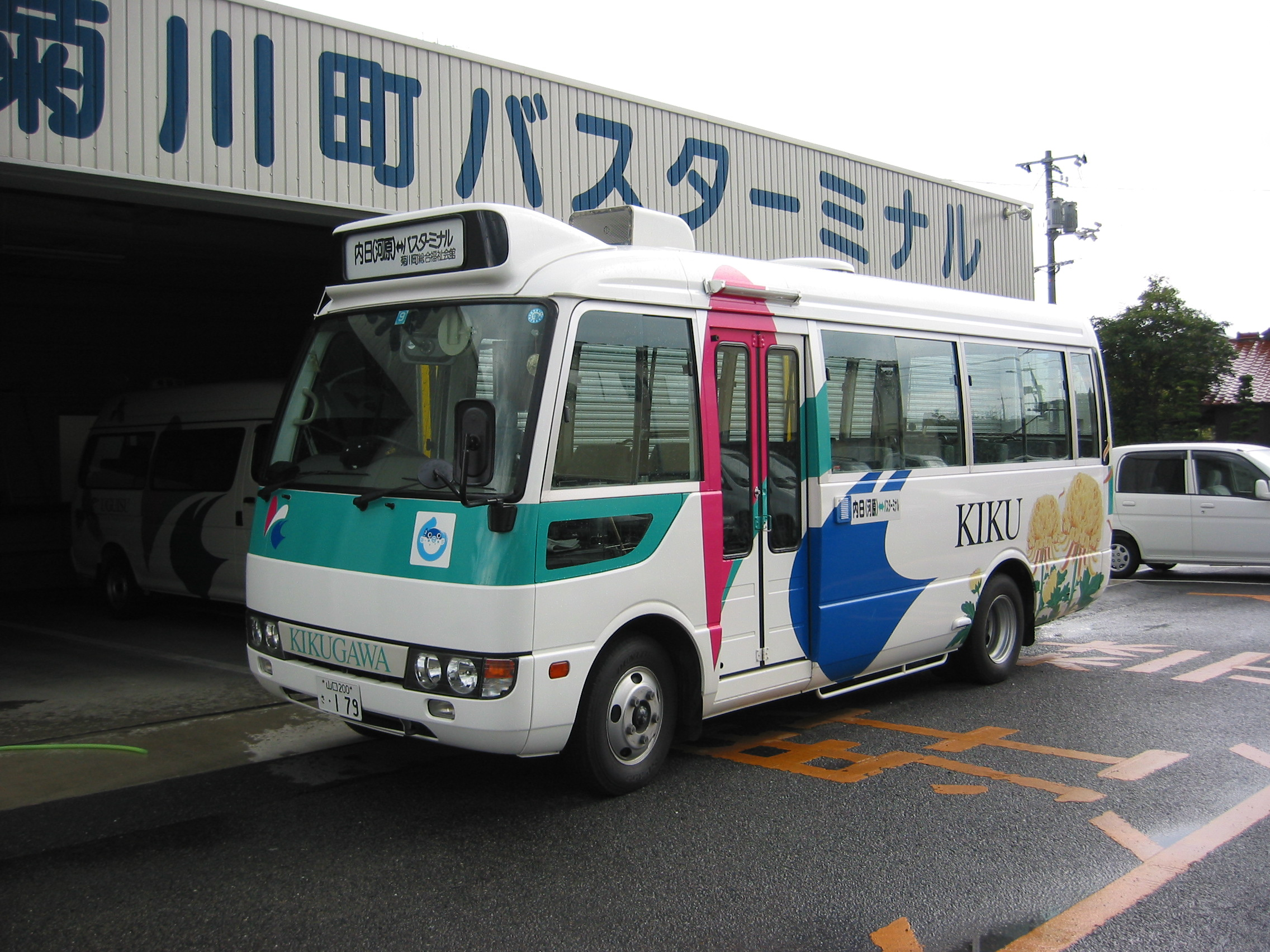
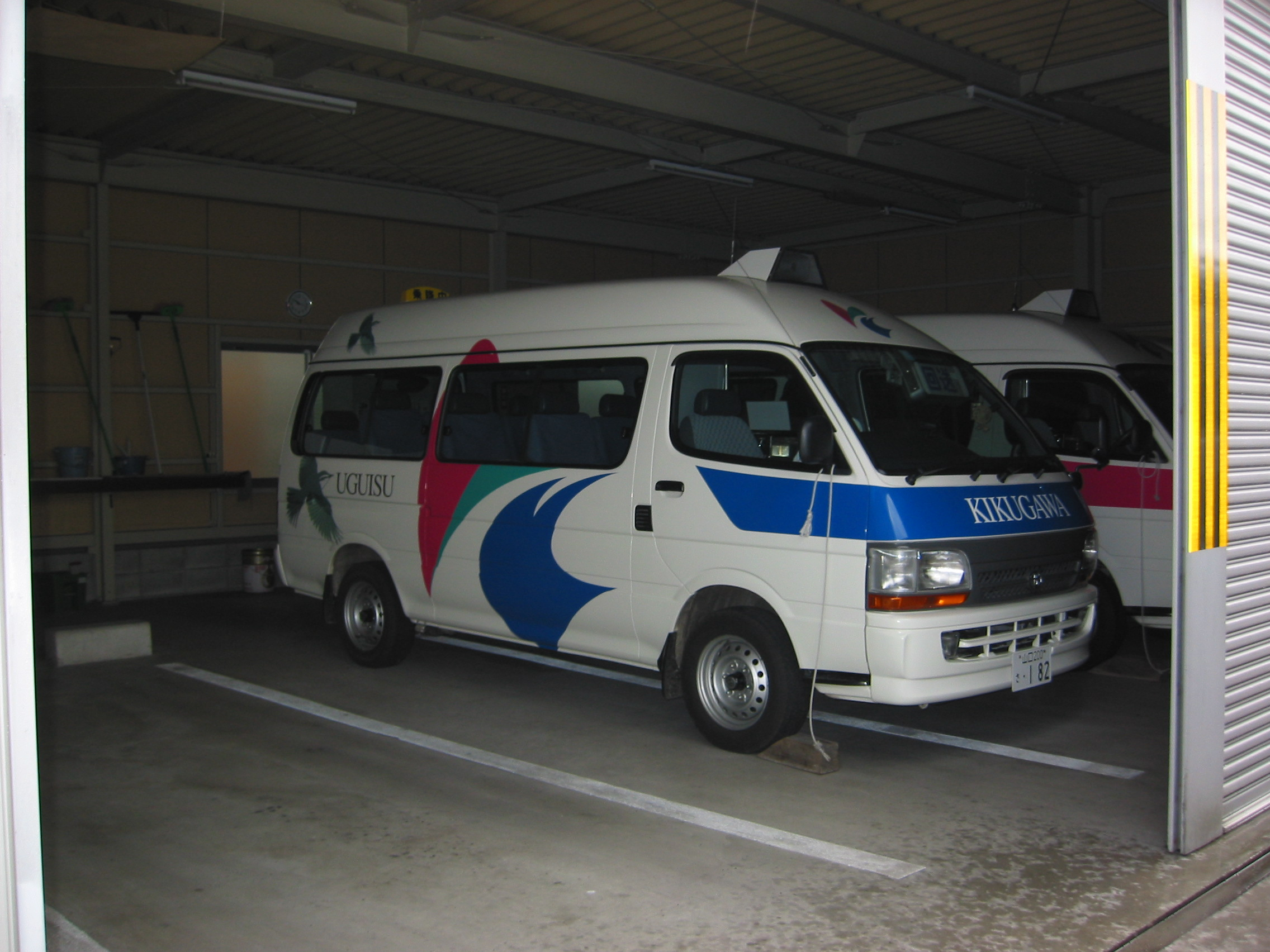

## 豊浦町営バス

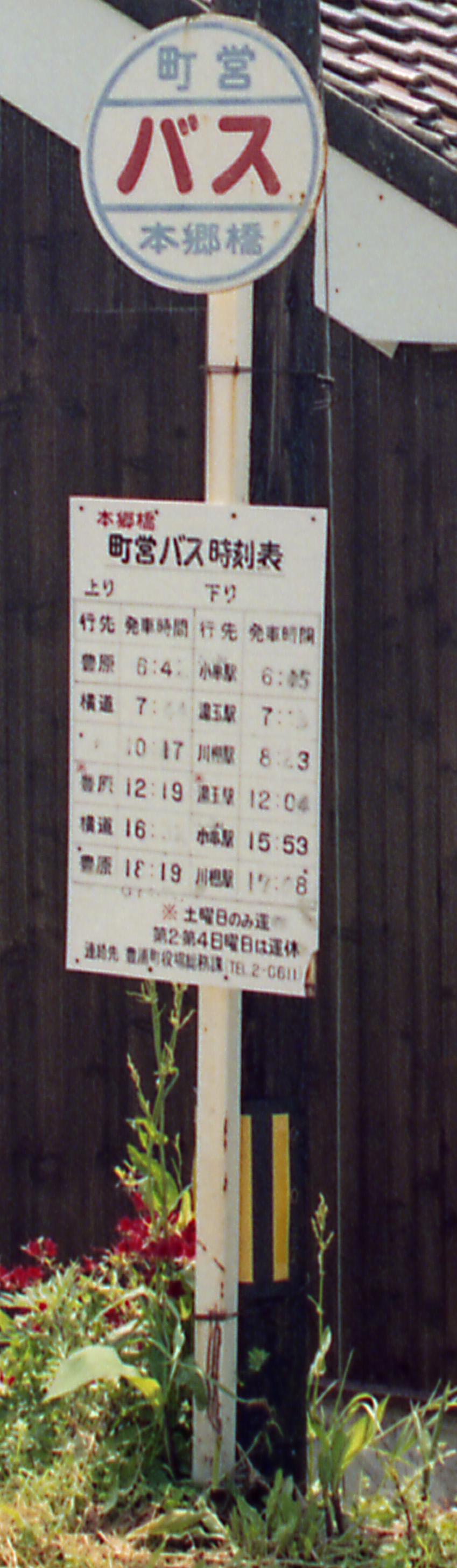
豊浦町営バスのバス停

### 概要
- 合併前の豊浦町が運行していた廃止代替バスで、下関市に合併後も暫く運行されていたが、下関市の計画に基づき[2] 現在はブルーライン交通の乗合路線に統合されている。
- 運行形態は、道路運送法の規定に基づく自家用自動車（白ナンバー車）による有償運送（いわゆる80条バス）であった。

### 路線
以下の1路線のみであった。　※2003年頃の情報、全バス停記載、括弧内は一部便のみ経由
- 川棚駅（ - 二の浜住宅前 - 町立病院 - 二の浜住宅前） - 小串駅 - 小串 - 小田 - 湯玉駅 - 湯玉 - 宇賀小学校前 - 本郷橋 - 石原田 - 大河内温泉前 - 大迫 - 豊原 - 横道

### 車両
- 「クラシックバス」仕様の日産・シビリアンを使用していた。

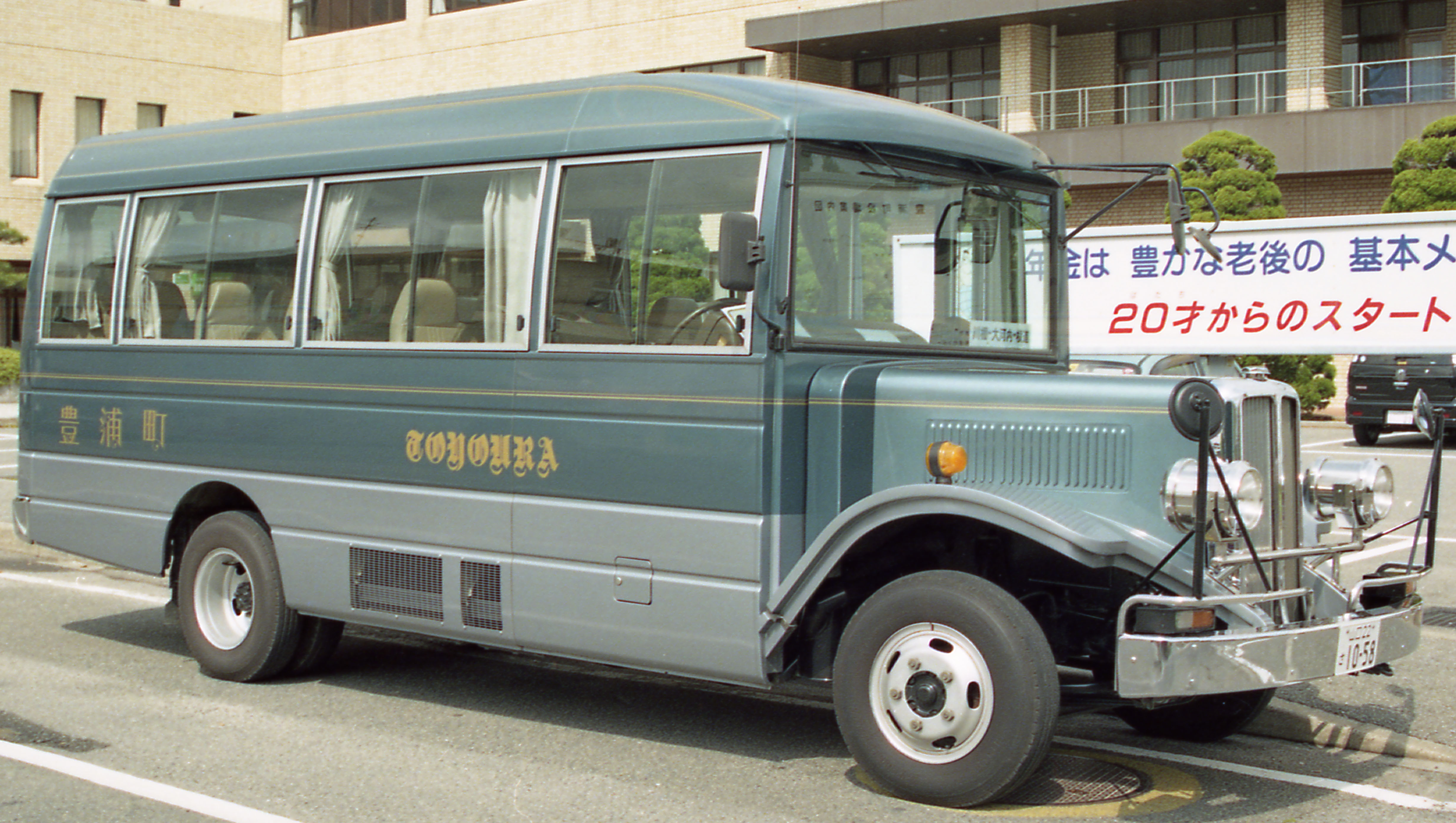
豊浦町営バスの車両（1999年当時）